# Obispo de Whitby
El obispo de Whitby es un título episcopal utilizado por un obispo sufragáneo de la Diócesis de York de la Iglesia de Inglaterra, en la provincia de York , Inglaterra .  El título toma su nombre de la ciudad de Whitby en North Yorkshire ; la Sede fue erigida bajo la Ley de Nominación de Sufragán de 1888 por Orden en el Consejo de fecha 30 de julio de 1923.  El Obispo de Whitby supervisa el Archidiácono de Cleveland. El 3 de julio de 2014 Paul Ferguson fue consagrado como obispo de Whitby.
El obispo de Whitby anteriormente tenía la supervisión episcopal de las parroquias tradicionalistas en toda la Diócesis de York. Bates acordó no ordenar mujeres y Ladds y Warner se oponían a la ordenación de mujeres ; sin embargo, con el nombramiento de Ferguson, un partidario de la ordenación de mujeres, la supervisión se ha pasado a Glyn Webster, obispo de Beverley (como PEV ).
| Obispos de Whitby  | Obispos de Whitby | Obispos de Whitby              | Obispos de Whitby                                                                                  |
| De                 | Hasta que         | Titular                        | Notas                                                                                              |
| ------------------ | ----------------- | ------------------------------ | -------------------------------------------------------------------------------------------------- |
| 1923               | 1939              | Henry Woollcombe               | (1869-1941). Traducido a Selby .                                                                   |
| 1939               | 1947              | Harold Hubbard                 | (1883-1953). Retirado.                                                                             |
| 1947               | 1954              | Walter Baddeley                | (1894-1960). Traducido a Blackburn .                                                               |
| 1954               | 1961              | Philip Wheeldon                | (1913-1992). Traducido a Kimberley y Kuruman .                                                     |
| 1961               | 1972              | George Snow                    | (1907-1991). Retirado.                                                                             |
| 1972               | 1975              | John Yates                     | (1925-2008). Traducido a Gloucester .                                                              |
| 1976               | 1983              | Clifford Barker                | (1926-2017). Traducido a Selby                                                                     |
| 1983               | 1999              | Gordon Bates                   | (n. 1934). Retirado.                                                                               |
| 1999               | 2008              | Robert Ladds SSC               | (n. 1941). Retirado.                                                                               |
| 2010               | 2012              | Martin Warner SSC              | (n. 1958). Traducido a Chichester en 2012.                                                         |
| Octubre 2012       | Diciembre 2012    | Philip North, obispo designado | Más tarde se convirtió en obispo de Burnley (2015-presente) y obispo nominado de Sheffield (2017). |
| 3 de julio de 2014 | regalo            | Paul Ferguson                  | Anteriormente Archidiácono de Cleveland .                                                          |
| Fuente (s):        |                   |                                | |